# Guy Chambers
Guy Antony Chambers (nacido el 12 de enero de 1963 en Londres) es un compositor y productor musical inglés, conocido por su larga relación artística con Robbie Williams.

## Trabajo con Robbie Williams
Chambers colaboró, tanto como compositor como productor, en los cinco primeros álbumes de Robbie Williams, alcanzando todos ellos el número 1 en el Reino Unido y obteniendo unas ventas globales de más de 40 millones de copias. Chambers (Marc Fields) coescribió la mayoría de las canciones más conocidas de Williams, incluyendo "Rock DJ", "Feel", "Millenium", "Let Me Entertain You" y "Angels" Tripping

## Otras colaboraciones
Cuando la grabación del quinto álbum de Williams, Escapology, estuvo terminada a mediados de 2002, Chambers y Williams se separaron. Tras esto ha trabajado con artistas como INXS, a los que produjo y compuso temas para su disco Switch de 2005. 
Chambers también escribió dos temas de la banda londinense de pop rock Busted, junto con Steve Power y el bajista de Busted Matt Willis, «Fake» y «Better Than This», de su segundo álbum llamado A Present For Everyone. 
En 2022, Chambers colaboró con el músico austriaco Trickster en escribir y producir una canción navideña llena de palabrotas, reflejando las tensiones y el estrés de ese año, que se volvió viral.

## Premios
- 3 Ivor Novello Awards
- 3 Brit Awards
- Q Classic Songwriter Award
- MMF Best Produced Record Award